# Central Highlands
Pour la zone administrative, voir Région des Central Highlands.

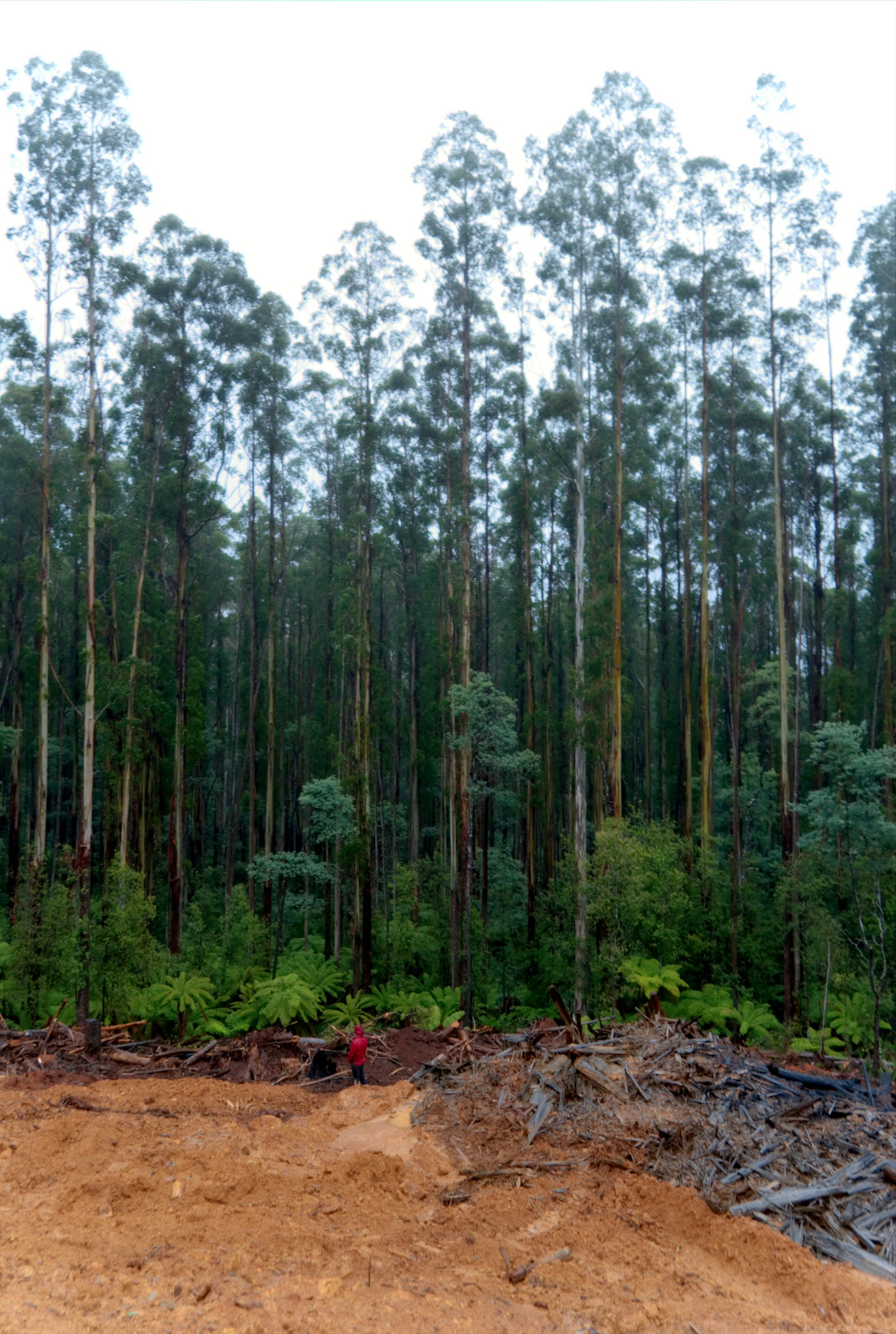
Effets de l'exploitation forestière dans les Central Highlands.

Les Central Highlands du Victoria – la zone de hauts plateaux du centre du Victoria – sont situés dans la Cordillère australienne, à l'est de Ballarat, au sud de Bendigo, au nord de Melbourne, à l'ouest des zones alpines. Les principales villes et villages des hauts plateaux sont Castlemaine, Creswick, Daylesford, Gisborne, Kyneton et Woodend. Les hauts plateaux du Centre abritent des zones de forêt humide.

## Forêts humides
Les Central Highlands renferment des forêts pluviales tempérées froides à la végétation dominée par le "Myrtle Beech" et le Sassafras austral avec un sous-bois de fougères et de mousses. Elles peuvent également contenir des eucalyptus et des Mimosas à bois noir.

## L'exploitation forestière et ses répercussions environnementales
Le « Central Highlands Regional Forest Agreement » protège environ 43,84 % des peuplements de forêt humides des Hauts Plateaux du Victoria dans les réserves qui leur sont spécifiquement consacrées. Toute la forêt qui n'est pas au sein de ces réserves peut être exploitée pour des coupes rases forestières. Une étude scientifique du gouvernement du Victoria a montré que les jeunes arbres en croissance pompent des millions de litres d'eau qui, autrement, iraient alimenter les barrages de la région de Melbourne.
Un article publié dans la revue américaine Proceedings of the National Academy of Sciences explique que la forêt dense utilisant le plus de carbone se trouve sur les hauts plateaux du centre du Victoria.